# Gérard van Blerk
Gerardus Johannes Maria (Gérard) van Blerk (Tilburg, 14 mei 1924 - Amsterdam, 1 augustus 1997) was een Nederlands pianist en muziekpedagoog.
Hij studeerde aan het Amsterdams Conservatorium bij Willem Andriessen en anderen. Hij onderscheidde zich met de Prijs van Uitnemendheid (Prix d'excellence) in 1948. In Parijs studeerde hij bij Ives Nat.
Jarenlang was hij naast zijn concerterend bestaan verbonden als hoofdvakdocent piano aan het Koninklijk Conservatorium in Den Haag.
Hij was ook veelvuldig als begeleider werkzaam. Zo werkte hij met violist Theo Olof, zangeres Jard van Nes, cellist Anner Bijlsma en anderen met wie hij vele opnamen maakte. Ook soleerde hij bij  zowat alle grote orkesten in Nederland, en speelde frequent in kamermuziekverband.
- Bibliothèque nationale de France: cb16131236k (data)
- Gemeinsame Normdatei: 134658604
- International Standard Name Identifier: 0000 0000 7102 0683
- Library of Congress Control Number: n84041956
- MusicBrainz: 5e282040-1b17-40dd-8b2d-faa2c37b53d1
- Nationale Bibliotheek van Israël: 987007348386505171
- Nederlandse Thesaurus van Auteursnamen: 072741732
- Virtual International Authority File: 30932382
- WorldCat: E39PBJrCfCcBXB7yBJg9m3VBfq